# Базанов, Пётр Николаевич
Пётр Никола́евич База́нов (род. 17 марта 1969, Ленинград) — российский историк, исследователь русской эмиграции, доктор исторических наук.

## Биография
Внук советского литературоведа В. Г. Базанова. В 1990 г. окончил с отличием библиотечный факультет ЛГИК им. Н. К. Крупской. С 1991 г. — в аспирантуре СПБГУКИ. В 1995 г. защитил кандидатскую диссертацию по теме: «Рекомендательная библиография политических партий в России в начале XX века». В 1999 г. автор получил II-ю премию на Всероссийском конкурсе научных работ по библиотековедению, библиографии и книговедению, проводившемся под патронажем Министерства культуры РФ и Российской национальной библиотеки. В 2005 г. П. Н. Базанову присуждена степень доктора исторических наук в связи с успешной защитой по теме: «Издательская деятельность политических организаций русской эмиграции:1917-1988 гг.»
Преподаватель в трёх вузах Санкт-Петербурга:
- Санкт-Петербургский государственный институт культуры (СПбГИК);
- Северо-западный институт печати (ВШПМ СПбГУПТД)
- Институт телевидения, бизнеса и дизайна (ИТиД).

Автор более 300 научных статей, а также большого количества учебно-методических материалов, тезисов и рецензий.

## Публикации
статьи
- Против социализма : рекомендательная библиография политических партий России в начале XX в. // Библиография. — 1995. — № 1. — С. 86-93.
- Что читать гражданину свободной России… : из истории рекомендательной библиографии политических партий России 1917 г. // Библиография. — 1995. — № 4. — С. 99-106.
- К истории одной научной книги русского зарубежья (Н. И. Ульянов. Происхождение украинского сепаратизма) // Актуальные проблемы теории и истории библиофильства : материалы VI Международной научной конференции. — Санкт-Петербург : [б. и.], 1997. — С. 77-78.
- Трактовка историзма в трудах Н. И. Ульянова // Историзм в культуре : материалы Междунар. науч. конф. в Санкт-Петербурге 24-25 ноября 1997 г. — Санкт-Петербург : СПбГАК, 1998. — С. 68-73.
- Проблемы исследования «второй волны» русской эмиграции // Труды / СПбГАК. — Санкт-Петербург : СПбГАК, 1997. — Т. 146 : Наука и культура русского зарубежья. — С. 301—306.
- Издательства и периодика Ди-Пи // Труды : сб. науч. тр. по материалам 10-х Смирдинских чтений / СПбГАК. — Санкт-Петербург : СПбГАК, 1998. — Т. 149 : Книга. Культура. Читатель. — С. 135—143.
- Издательское дело Русского Зарубежья (1945—1998 гг.) / П. Н. Базанов // Издательское и библиографическое дело русского зарубежья (1918—1998 гг.) : учеб. пособие / Г. В. Михеева, И. А. Шомракова, П. Н. Базанов, И. Л. Полотовская; ред. Е. П. Сударикова. — Санкт-Петербург : СПбГУК, 1999. — С. 61-98.
- Краеведам в помощь // Мир библиографии. — 1999. — № 3. — С. 80.
- Издательства русской эмиграции второй половины XX века : вопросы исследования // Труды : сб. тр. по материалам 11-х Смирдинских чтений / СПбГУКИ. — Санкт-Петербург : СПбГУКИ, 2000. — Т. 151 : Книга. Культура. Общество. — С. 94-101.
- Издательства и периодика политических партий первой волны русской эмиграции // Научно-методические проблемы подготовки специалистов в области культуры и искусств : материалы конф. преподавателей Санкт-Петербург. гос. унта культуры и искусств 18 дек. 1999 г. — Санкт-Петербург : СПбГУКИ, 2000. — С. 134—144.
- Периодика и издательства политических партий русской эмиграции после второй мировой войны // Труды / СПбГУКИ. — Санкт-Петербург : СПбГУКИ, 2000. — Т. 152 : Россия в контексте мировой культуры. — С. 363—373.
- Издательская политика политических организаций русской эмиграции // Зарубежная Россия 1917—1939 гг. : сб. ст. — Санкт-Петербург : Европ. Дом, 2000. — С. 113—122.
- Культурные центры русской эмиграции // Методические материалы для студентов по истории русской культуры. — Санкт-Петербург : СПбГУКИ, 2000. — Вып. 5. — С. 84-88.
- Архивные материалы русских эмигрантских издательств в США во второй половине XX века // Россика в США : 50-летию Бахметевского архива Колумб. ун-та посвящается / Ин-т полит. и воен. анализа, Центр по изучению рус. зарубежья. — Москва : [б. и.], 2001. — С. 227—241. — ISBN 5-93349-014-8
- 12-е Смирдинские чтения : книга, культура, общество // Зеркало. — Санкт-Петербург : Журн. СПбГУКИ, 2001. — № 4-6. — С. 22-24.
- Издательская деятельность Республиканско-демократического объединения: политические традиции петербургского книжного дела в Русском Зарубежье // Печать и слово Санкт-Петербурга : Петербургские чтения 2001. — Санкт-Петербург : Петербург. ин-т печати, 2001. — С. 82-90.
- Из истории издательской деятельности политических организаций первой волны русской эмиграции // Научно-методические проблемы подготовки специалистов в области культуры и искусств : материалы конф. преподавателей Санкт-Петербург. гос. ун-та культуры и искусств 18 декабря 2000 г. — Санкт-Петербург : СПбГУКИ, 2001. — С. 41-51.
- Лучший сайт о русской эмиграции // Зеркало. — Санкт-Петербург : Журнал СПбГУКИ, 2001. — № 4-6. — С. 37-38.
- Издательская деятельность младороссов // Труды / СПбГУКИ. — Санкт-Петербург : СПбГУКИ, 2002. — Т. 154 : Книга. Культура. Общество. — С. 186—195.
- Союз русских государевых людей…: политическая и издательская деятельность // Факты и версии. — Санкт-Петербург : Изд-во Санкт-Петербург. междунар. ин-та менеджмента, 2002. — Кн. 3 : Русское зарубежье: политика, экономика, культура. — С. 29-38.
- Книга об изучении России в США // Берега. — Санкт-Петербург : Рус. эмиграция, 2002. — Вып. 1. — С. 38-39.
- Конференция: 50-лет Бахметевского архива // Берега. — Санкт-Петербург : Рус. эмиграция, 2002. — Вып. 1. — С. 48-50.
- «Новотактическая» эмигрантская оппозиция большевистской власти в 1920-х — начале 1930-х гг. (К истории издательской деятельности) // Общество и власть. — Санкт-Петербург : СПбГУКИ, 2002. — Ч. 2. — С. 23-32.
- Братство русской правды за рубежом // Общество и власть : материалы Всерос. науч. конф. — Санкт-Петербург : СПбГУКИ, 2003. — С. 330—332.
- Петербуржцы — представители второй волны русской эмиграции и их издательская деятельность (2002 г.) // История библиотечного, книжного и архивного дела Санкт-Петербурга : По материалам «Петербург. чтений» 1997—2002 гг. — Санкт-Петербург : РНБ, 2003. — С. 187—191.
- Современная историография издательского дела политических партий русского зарубежья // Печать и слово Санкт-Петербурга : Петербург. чтения 2003. — Санкт-Петербург : Петербург. ин-т печати, 2003. — С. 68-75.
- Русские нацисты: политическая и издательская деятельность // Общество и власть : материалы Всерос. науч. конф. — Санкт-Петербург : СПбГУКИ, 2003. — С. 309—318.
- Материалы об издательской деятельности русской эмиграции в Бахметьевской архиве // Берега. — Санкт-Петербург : Рус. эмиграция, 2003. — Вып. 2. — С. 7-8.
- Материалы по издательской деятельности русской эмиграции в архивах Санкт-Петербурга // Труды : сб. науч. тр. по материалам 13-х Смирдин. чтений / СПбГУКИ. — Санкт-Петербург : СПбГУКИ, 2004. — Т. 159 : Книжная культура Петербурга. — С. 19-29.
- Издательская деятельность Русского Трудового Христианского Движения // Труды / СПбГУКИ. — Санкт-Петербург : СПбГУКИ, 2004. — Т. 162 : Наука, культура и политика русской эмиграции. — С. 32-44.
- Периодические органы и издательства русских монархистов в эмиграции во второй половине XX века // Проблемы модернизации высшего образования в коммуникационном обществе : сб. тр. III межвуз. науч.-практ. конф., Санкт-Петербург, 11-13 мая 2005 г. — Санкт-Петербург : [б. и.], 2005. — С. 72-84.
- Послевоенная эмиграция XX века // Берега. — Санкт-Петербург : Рус. эмиграция, 2005. — Вып. 4. — С. 85.
- Печатное дело Русского зарубежья в исследованиях и документах: материалы к библиографии // Берега. — Санкт-Петербург : Рус. эмиграция, 2005. — Вып. 5. — С. 66-69.
- Санкт-Петербург — центр архивных материалов по истории книжного дела Русского Зарубежья // Печать и слово Санкт-Петербурга : Петербург. чтения 2004. — Санкт-Петербург : Петербург. ин-т печати, 2005. — С. 26-32.
- Книгоиздательство «Медный Всадник» и Братство Русской Правды // Библиотековедение. — 2005. — № 6. — С. 52-58.
- Издательская деятельность дипийцев // Вестник Санкт-Петербургского государственного университета культуры и искусств. — Санкт-Петербург : СПбГУКИ, 2006. — № 1. — С. 162—175.
- Партия А. А. Вонсяцкого : политическая и издательская деятельность // Общество и власть : материалы Всерос. науч. конф. — Санкт-Петербург : СПбГУКИ, 2006. — С. 297—306.
- Издательская деятельность пореволюционных организаций Русского Зарубежья // Книга в России. — Москва : Наука, 2006. — Сб. 1. — С. 182—190.
- От монархизма к фашизму: к истории издательской деятельности ультраправых политических организаций русской эмиграции // Труды : сб. науч. тр. по материалам 14-х Смирдинских чтений / СПбГУКИ. — Санкт-Петербург : СПбГУКИ, 2006. — Т. 170 : XX век. Две России — одна культура. — С. 163—175.
- Зарубежные издания петербуржца-эмигранта Н. И. Ульянова // Печать и слово Санкт-Петербурга : Петербург. чтения 2006. — Санкт-Петербург : Петербург. ин-т печати, 2007. — С. 40-46.
- Писатели второй волны русской эмиграции // Берега. — Санкт-Петербург : Рус. эмиграция, 2007. — Вып. 7. — С. 81-82.
- «Ночью Сталину не спится, все веревка ему снится…» : Братство Русской Правды — забытая организация русского зарубежья / П. Н. Базанов, М. Соловьев // Родина. — 2007. — № 8. — С. 78-81.
- Русское Трудовое Христианское Движение, Лига Наций и французские профсоюзы // Нансеновские чтения. — Санкт-Петербург : Рус. эмиграция, 2008. — 2007. — С. 463—471.
- Издательская деятельность партии меньшевиков в эмиграции (1918—1965) // Книга. Исследования и материалы. — Москва : Наука, 2007. — Сб. 87, ч. 2. — С. 158—176.
- Своим путем : «Крестьянская Россия», она же — Трудовая крестьянская партия / П. Н. Базанов, М. В. Соколов // Родина. — 2008. — № 2. — С. 74-79.
- Русское зарубежье 1945—1990 гг. // Всеобщая история книги : учеб. пособие / И. А. Шомракова, И. Е. Баренбаум. — 2-е изд., перераб. и доп. — Санкт-Петербург : Профессия, 2008. — С. 333—351.
- Необходимый ответ // Библиография. — 2009. — № 2. — С. 131—134.
- Прокурор и рука с рупором: Сын Цезаря русский фашист // Родина. — 2009. — № 4. — С. 84-87.
- Ди-Пи в Италии // Берега. — 2009. — Вып. 10. — С. 70-72.
- Петербургский ученый библиографовед А. В. Мамонтов (к десятилетию со дня смерти) // Печать и слово Санкт-Петербурга : Петербургские чтения — 2009 : сб. науч. тр. / СПб. гос. ун-т технологии и дизайна. — Санкт-Петербург : Изд-во СПбГУТД, 2010. — Ч. 1 : Книжное дело. Культурология. — С. 105—111. — ISBN 978-5-7937- 0510-3
- Профессор русской истории в Йельском университете: Н. И. Ульянов (1904—1985 гг.) в Америке // Россика и русистика новейшего времени : труды междунар. конф. памяти А. А. Фурсенко (1927—2008), 4-5 июля 2009 г. / РАН, Отдние ист.-филол. наук, РАН, Санкт-Петербург. ин-т истории, СПбГУ, Центр стратегических разработок «Северо-Запад». — Санкт-Петербург : Изд-во СПбГУ, 2010. — С. 69-77.
- Типология читателей политических организаций русской эмиграции (1917—1988 гг.) // Труды / СПбГУКИ. — Санкт-Петербург : СПбГУКИ, 2010. — Т. 187 : История русского читателя. — С. 110—123.
- Взгляды профессора А. В. Мамонтова на историю библиографии // Труды / СПбГУКИ. — Санкт-Петербург : СПбГУКИ, 2010. — Т. 188 : Деятели книги: Михаил Николаевич Куфаев (1888—1948). — С. 196—205.
- Историк Н. И. Ульянов : официальная советская биография, эмигрантская версия и реальная действительность // Право на имя : Биографика 20 века : 7-е чтения памяти В. Иофе, 20-22 апр. 2009 г. : сб. докл. / Науч.-инфор. центр «Мемориал», Европ. ун-т. — Санкт-Петербург : Мемориал, 2010. — С. 73-88.
- Издательская деятельность левых пореволюционных организаций русской эмиграции // Вестник Санкт-Петербургского государственного университета культуры и искусств. — Санкт-Петербург : СПбГУКИ, 2011. — № 1. — С. 70-79.
- «Уродины» свирепые и зловредные, или Сказ о том, как эмигрантский журнал «Родина» на Москву атомную бомбу бросить предлагал и Юрия Гагарина расстрелять // Родина. — 2011. — № 10. — С. 140—144.
- Келломяки (Комарово) в эмигрантский период и культурная жизнь русского зарубежья // Вестник Санкт-Петербургского государственного университета культуры и искусств. — 2011. — № 3. — С. 160—165.
- Карельский перешеек — маршрут доставки эмигрантских изданий (на примере Братства Русской Правды) // Печать и слово Санкт-Петербурга : Петербургские чтения — 2011 : сб. науч. тр. / СПб. гос. ун-т технологии и дизайна. — Санкт-Петербург : Изд-во СПбГУТД, 2012. — Ч. 1 : Книжное дело. Культурология. — С. 75-81.
- «Российские эмигранты в условиях „холодной войны“» — лучшее научное исследование по послевоенной эмиграции // Вестник Санкт-Петербургского государственного университета культуры и искусств. — 2011. — № 3. — С. 186—188.
- Дело Смирдина живет и побеждает // Газета СПбГУКИ. — 2012. — Апрель (№ 4). — С. 8.
- Издатель Русского Зарубежья — С. В. Завалишин // Библиография. — 2012. — № 3. — С. 140—146.
- Международная конференция «Смирдинские чтения» // Вестник Санкт-Петербургского государственного университета культуры и искусств. — Санкт-Петербург : СПбГУКИ, 2012. — № 3 : сентябрь. — С. 183—184.
- «Мы не в изгнании, мы в послании». Русская эмиграция и Петербургский университет // Наследие петербургской университетской культуры в русском зарубежье / Культур. фонд «Знаменитые универсанты СПбГУ». — Санкт-Петербург : Знаменитые универсанты, 2012. — С. 10-23.
- [Рецензия на книгу: Волошина В. Ю. Ученый в эмиграции ] // Берега. — Санкт-Петербург : Рус. эмиграция, 2012. — Вып. 15. — С. 38-39.
- Рецензия на монографию М. В. Соколова «Соблазн активизма» (М., 2011) // Вестник Санкт-Петербургского государственного университета культуры и искусств. — Санкт-Петербург : СПбГУКИ, 2012. — № 3 : сентябрь. — С. 185—186.
- Братья Солоневичи: документы и легенды // Право на имя : Биографика 20 века : чтения памяти В. Иофе : избранное, 2003—2012 / Науч.-информ. центр «Мемориал», Европ. ун-т. — Санкт-Петербург : Мемориал, 2013. — С. 149—185. — ISBN 978-5-87857-213-2
- Человек без биографии: Дий Юрьевич Репин // Право на имя : Биографика 20 века : 10-е чтения памяти В. Иофе, 21-23 апр. 2012 : сб. докладов / Науч.-информ. центр «Мемориал», Европ. ун-т. — Санкт-Петербург : Мемориал, 2013. — С. 35-42.
- Долгожданная хрестоматия по журналистике русской эмиграции: рецензия на книгу «История журналистики русского зарубежья» (Москва, 2011) // Вестник Санкт-Петербургского государственного университета культуры и искусств. — Санкт-Петербург : СПбГУКИ, 2013. — № 2. — С. 182—183.
- Петербургский историк в изгнании: судьба, творчество и историография. Часть 1 // Вестник Санкт-Петербургского государственного университета культуры и искусств. — Санкт-Петербург : СПбГУКИ, 2013. — № 1. — С. 178—186.
- Петербургский историк в изгнании: судьба, творчество и историография. Часть 2 // Вестник Санкт-Петербургского государственного университета культуры и искусств. — Санкт-Петербург : СПбГУКИ, 2013. — № 2. — С. 112—121.
- Рецензия на сборник статей «Люди и судьбы Русского зарубежья» (Москва, 2011) // Вестник Санкт-Петербургского государственного университета культуры и искусств. — Санкт-Петербург : СПбГУКИ, 2013. — № 3. — С. 188—189.
- Русская философия в эмиграции // Библиография. — 2013. — № 3. — С. 121—123.
- Издатель, библиофил и библиограф Русского Зарубежья Э. А. Штейн // Труды Санкт-Петербургского государственного университета культуры и искусств. — Санкт-Петербург : СПбГУКИ, 2013. — Т. 201 : Книжное дело: вчера, сегодня, завтра, ч. 1 : Традиции и инновации в книжном деле : XII Смирдинские чтения, ч. 2 : История библиотечно-информационного факультета. — С. 99-105.
- Жители поселка Келломяки: репрессии 1939—1941 гг. // Право на имя : Биографика 20 века : 11-е чтения памяти В. Иофе, 21-23 апр. 2013 : сб. докладов / Науч.-информ. центр «Мемориал», Польский ин-т. — Санкт-Петербург : Норма, 2014. — С. 15-20.
- Издательства герцога Г. Н. Лейхтенбергского «Град Китеж» и «Детинец» // Вестник Санкт-Петербургского государственного университета культуры и искусств. — Санкт-Петербург : СПбГУКИ, 2014. — № 3. — С. 72-78.
- Рафаил Шоломович Ганелин (1926—2014) // Вестник Санкт-Петербургского государственного университета культуры и искусств. — Санкт-Петербург : СПбГУКИ, 2014. — № 4 : декабрь. — С. 185. (соавторы: А. С. Крымская)
- Русская книга на Карельском перешейке в Финляндии в 1918—1939 гг. // Вестник Санкт-Петербургского государственного университета культуры и искусств. — Санкт-Петербург : СПбГУКИ, 2014. — № 2. — С. 74-81.
- Книжное дело русского зарубежья в 1945—1990 гг. // Документоведение : учебник / Учеб.-метод. об-ние вузов по образованию в обл. нар. худож. творчества, соц.-культ. деятельности. — Санкт-Петербург : Профессия, 2014. — Ч. 2 : Книговедение и история книги. — С. 424—433.
- Куда пропал внук Репина? // Родина. — 2014. — № 6. — С. 91-94.
- Новая книга А. В. Антошина: рецензия на монографию «От Русского Монмартра — к Брайтон-Бич: эволюция русского мира в 1950-х — начале 1980-х гг.» (Москва, 2014) // Вестник Санкт-Петербургского государственного университета культуры и искусств. — Санкт-Петербург : СПбГУКИ, 2014. — № 4 : декабрь. — С. 188—189.
- Заявления из ГУЛАГа как биографический источник // Право на имя : Биографика 20 века : 12-е чтения памяти В. Иофе, 20-22 апр. 2014 : сб. докладов / Науч.-информ. центр «Мемориал», Польский ин-т. — Санкт-Петербург : Мемориал, 2015. — С. 3-6.
- «Эрмитаж» («Hermitage») — издательство третьей «волны» русской эмиграции // Вестник Санкт-Петербургского государственного университета культуры и искусств. — Санкт-Петербург : СПбГУКИ, 2015. — № 1. — С. 114—119.
- Смолянки // Родина. — 2015. — № 9. — С. 58-62.
- «Ни красные, ни белые, а русские»: рецензия на книгу В. И. Косика «Молодая Россия»: вариации на тему национализма в маршах эпохи" // Вестник Санкт-Петербургского государственного университета культуры и искусств. — Санкт-Петербург : СПбГУКИ, 2015. — № 1. — С. 182—185.
- Новая книга А. Ю. Самарина «О редких книгах и книжных памятниках» // Вестник Санкт-Петербургского государственного университета культуры и искусств. — Санкт-Петербург : СПбГУКИ, 2015. — № 1. — С. 186—187.
- Новый взгляд на научное сообщество Русского зарубежья: рецензия на монографию В. Ю. Волошиной «Вырванные из родной почвы» (Москва, 2013) // Вестник Санкт-Петербургского государственного университета культуры и искусств. — Санкт-Петербург : СПбГУКИ, 2015. — № 4. — С. 185—187.
- Берлинское издательство «Скифы» // Библиография. — 2016. — № 6. — С. 94-107.
- Жители поселка Териоки: репрессии 1939—1941 годов // Право на имя : Биографика 20 века : 13-е чтения памяти В. Иофе, 20-22 апр. 2015 : сб. докладов / Науч.-информ. центр «Мемориал», Польский ин-т. — Санкт-Петербург : Мемориал, 2016. — С. 3-9
- Издательство русской эмиграции «Эхо» // Библиография. — 2016. — № 5. — С. 36-44.
- Историк Н. И. Ульянов — эмигрант-издатель // Труды Санкт-Петербургского государственного института культуры. — Санкт-Петербург : СПбГИК, 2016. — Т. 213 : Книжное дело: вчера, сегодня, завтра. — С. 90-98.
- Критика концепции украинского областничества в трудах историка Н. И. Ульянова // Studia Culturae. — 2016. — Т. 1, № 27. — С. 152—166.
- Новая книга о «Восточном Вавилоне» — «Русском Шанхае»: рецензия на монографию В. Г. Шароновой «История русской эмиграции в Восточном Китае в первой половине XX в.» (Москва; Санкт-Петербург, 2015) // Вестник Санкт-Петербургского государственного университета культуры и искусств. — Санкт-Петербург : СПбГИК, 2016. — № 2. — С. 187—188.
- Парижское книгоиздательство «Возрождение» // Библиотековедение. — 2016. — Т. 65, № 4. — С. 467—472.
- Советские граждане и русские эмигранты в Маньчжурии: рецензия на монографию М. В. Кротовой «СССР российская эмиграция в Маньчжурии, 1920—1930-е гг.» (Санкт-Петербург, 2014) // Вестник Санкт-Петербургского государственного университета культуры и искусств. — Санкт-Петербург : СПбГУКИ, 2016. — № 4. — С. 184—185.
- Николай Иванович Ульянов (1904—1985): биобиблиографический указатель // Труды Санкт-Петербургского государственного института культуры. — Санкт-Петербург : СПбГИК, 2016. — Т. 213 : Книжное дело: вчера, сегодня, завтра. — С. 173—226.
- Парижское издательство первой русской эмиграции «Возрождение» (1925—1940 гг.) // Библиография. — 2017. — № 6. — С. 103—112.
- Историк Н. И. Ульянов и журнал «Возрождение» // Вестник Санкт-Петербургского государственного университета культуры и искусств. — Санкт-Петербург : СПбГУКИ, 2017. — № 3. — С. 19-25.
- Интеллигенция в творчестве Н. И. Ульянова // Вестник Санкт-Петербургского государственного университета культуры и искусств. — Санкт-Петербург : СПбГУКИ, 2017. — № 1. — С. 19-25.
- Русские издательства в Берлине (1920—1924 гг.) // Вестник Санкт-Петербургского государственного университета культуры и искусств. — 2017. — № 4. — С. 6-11. (соавтор: И. А. Шомракова)
- Философская мысль второй «волны»: библиографический экскурс // Библиография. — 2017. — № 5. — С. 147—150.
- Пражское издательство «Воля России» // Библиотековедение. — 2017. — Т. 66, № 1. — С. 49-61.
- Князь Оболенский против Гитлера: Подробности жизни в эмиграции представителя легендарного рода Российской империи // Родина. — 2018. — № 2. — С. 120—123.
- Историк книги и книжного дела И. А. Шомракова // Труды Санкт-Петербургского государственного института культуры. Т. 217 : Книга и книжное дело в XIX—XXI веке: материалы междунар. науч. конференции «XX Смирдинские чтения» 26-27 апреля 2018 г., Санкт-Петербург. — Санкт-Петербург : СПбГИК, 2018. — С. 32-38.
- Послесловие: Леонид Александрович Суетов и его «законы истории» // Вестник Санкт-Петербургского государственного института культуры. — 2018. — № 4. — С. 38-39.
- Профессор А. В. Мамонтов — преподаватель-библиографовед // Труды Санкт-Петербургского государственного института культуры. Т. 217 : Книга и книжное дело в XIX—XXI веке: материалы междунар. науч. конференции «XX Смирдинские чтения» 26-27 апреля 2018 г., Санкт-Петербург. — Санкт-Петербург : СПбГИК, 2018. — С. 26-31. (соавтор: Н. Г. Донченко)
- И. А. Шомракова — историк книги и книжного дела русского зарубежья // Вестник Санкт-Петербургского института культуры. — 2018. — № 4. — С. 140—143.
- «Живу я на Брайтон-Бич, а в Америку мы не ходим!» : история русской эмиграции XX века в анекдотах // Родина. — 2018. — № 8. — С. 123—125.
- Театральная юность историка Н. И. Ульянова // Вестник Санкт-Петербургского государственного университета культуры и искусств. — 2018. — № 1. — С. 16-24.
- «Наша страна» — самое известное русское издательство в Аргентине и «Российское народно-монархическое движение» // Библиография. — 2018. — № 3. — С. 110—119.
- Акционерное общество «Накануне» и издательская деятельность сменовеховцев // Библиография. — 2019. — № 4. — С. 102—113.
- Издательство и книготорговая фирма В. П. Камкина в США (от Шанхая до Мэриленда) // Библиография. — 2019. — № 2 (421). — С. 48-59.
- Новая книга о влиянии Византии на русскую культуру // Вестник Санкт-Петербургского государственного института культуры. — Санкт-Петербург : СПбГИК, 2019. — № 2. — С. 185—186.
- Политическая культура русских эмигрантов-монархистов // Вестник Русской христианской гуманитарной академии. — 2019. — Т. 20, вып. 2. — С. 365—368.

книги
- Издательская и библиографическая деятельность политических партий России начала XX века : учеб. пособие по курсам «Общее библиографоведение» и «Книговедение» / П. Н. Базанов, А. В. Шевцов ; СПбГАК. — Санкт-Петербург : СПбГАК, 1997. — 72 с.
- Книга русского зарубежья : из истории кн. культуры XX в. : учеб. пособие / П. Н. Базанов, И. А. Шомракова ; М-во образования РФ, СПб. ин-т (фил.) МГУ печати. — Санкт-Петербург : Петербург. ин-т печати, 2001. — 113 с. — ISBN 5-93422-010-1
- Издательская деятельность политических организаций русской эмиграции (1917—1988 гг.) / П. Н. Базанов; ред. И. А. Шомракова ; СПбГУКИ. — Санкт-Петербург : СПбГУКИ, 2004. — 431 с.
  - Издательская деятельность политических организаций русской эмиграции (1917—1988 гг.) / П. Н. Базанов; ред. И. А. Шомракова ; СПбГУКИ. — 2-е изд., испр. и доп. — Санкт-Петербург : СПбГУКИ, 2008. — 467 с.
- Издательства и издательские организации русской эмиграции 1917—2003 гг. : энциклопед. справ. / П. Н. Базанов, С. С. Кремнев, Т. В. Кузнецова, И. А. Шомракова. — Санкт-Петербург : ФормаТ, 2005. — 335 С. — (Издательское дело русской эмиграции). — Авт. указ. на обороте тит. л. — ISBN 5-98147-017-8.
- Братство Русской Правды — самая загадочная организация Русского Зарубежья. — М.: Посев, 2013. — 430 с. — ISBN 9785990282087
- Книжное дело русской эмиграции : учеб. пособие : курс лекций / П. Н. Базанов; ред. И. А. Шомракова ; СПбГИК, Библ.-информ. фак. Каф. документоведения и инф. аналитики. — Санкт-Петербург : СПбГИК, 2015. — 192 с. — ISBN 978-5-94708-200-5.
- Очерки истории русской эмиграции на Карельском перешейке (1917—1939 гг.) / П. Н. Базанов. — Санкт-Петербург : Культурно-просвет. т-во, 2015. — 183 с.
- «Петропольский Тацит» в изгнании : Жизнь и творчество русского историка Николая Ульянова / П. Н. Базанов ; СПбГИК. — Санкт-Петербург : Владимир Даль, 2018. — 511 С. — (Россия на переломе).
- Информационные ресурсы русского зарубежья : учеб. пособие : направление 51.03.06 «Библиотечно-информационная деятельность» / науч. ред. И. А. Шомракова ; СПбГИК, Библ.-информ. фак. Каф. документоведения и инф. аналитики. — Санкт-Петербург : СПбГИК, 2019. — 171 с. — ISBN 978-5-94708-288-3.